# 30 millions d'amis
30 millions d'amis renvoie à la fois à une émission de télévision, un magazine mensuel avec ses posters, et une fondation : la Fondation 30 Millions d'Amis. Ces différents organismes se préoccupent tous des animaux de compagnie, notamment les chats, chiens, chevaux, furets, lapins, cochons d'Inde, rats, hamsters, souris, canaris, perruches, perroquets, reptiles de terrarium, poissons rouges, poissons tropicaux et autres NAC, mais aussi de la faune sauvage (par exemple les bonobos, guépards).

## L'émission de télévision
La première émission, initiative du journaliste français Jean-Pierre Hutin, soucieux du sort des animaux de compagnie, est diffusée le 6 janvier 1976 sur TF1. Elle fut diffusée au Québec à partir du 19 octobre 1981 sur TVFQ 99 et poursuivie par TV5 Québec Canada.
Le générique de l'émission a été composé par Jack Arel.
L'émission est arrêtée par la chaîne le 27 décembre 2003 et migre sur France 2 le 6 mars 2004. Elle est diffusée sur France 3 depuis le 10 septembre 2006. À partir du 27 avril 2014, l'émission est prolongée de 20 minutes et entame dès septembre de la même année sa 39e saison. En 2015, l'émission retrouve sa durée initiale de 25 minutes[réf. nécessaire].
Les voix de l'émission sont celles de Sylvie Bariol et Didier Gircourt.
Le 8 janvier 2016 au micro d'Europe 1, Dana Hastier, la nouvelle directrice de France 3 annonce qu'après 40 ans d'existence, l'émission s'arrêtera définitivement au mois de juin 2016. Une pétition a été mise en ligne sur le site 30millionsdamis.fr, la Fondation 30 millions d'amis, afin de lutter contre cette décision de la chaîne, mais sans succès.

## Le magazine
Le magazine a été fondé en 1978 par Jean-Pierre Hutin. En 2001, alors qu'il est tiré à 85 000 exemplaires mensuels (48 000 abonnés, 36 000 ventes en kiosque), Emap France le revend au groupe de presse Français Aniwa, fondé par Bernardo Gallitelli (dont l'actionnaire principal est le fabricant d'aliments pour animaux Royal Canin). Aniwa récupère aussi les droits d'utilisation de la marque sur papier et internet,.
En janvier 2005, Bernardo Gallitelli quitte Aniwa alors en restructuration et rachète le magazine pour créer le groupe plurimédia Télé-Animaux, dont sa filiale Buena Média Plus édite depuis 30 Millions d'Amis, ainsi que d'autres magazines animaliers tels que L'Essentiel, Petmarket, Lignées, Pharmanimal et Vet Focus. En 2013 le magazine lance sa version numérique pour tablette et Smartphone (IOS et Android). En 2014, la diffusion totale du magazine s'élève à 73 066 exemplaires, dont 70 % d'abonnés. Il est largement le leader de la presse animalière en France, bien que ses ventes montrent une tendance durable à la baisse.
Évolution de la diffusion totale sur cinq ans :
| Année | Nombre |
| ----- | ------ |
| 2016  | 68 213 |
| 2017  | 63 143 |
| 2018  | 59 993 |
| 2019  | 58 032 |
| 2020  | 53 164 |

## La fondation
La fondation 30 Millions d'Amis a été créée en 1995, par Jean-Pierre Hutin, qui en prend la présidence. Au décès de celui-ci le 1er juin 1996, sa femme Reha Hutin prend le relais à la présidence de la Fondation.
Son objectif est de combattre toute forme de souffrance animale et, pour ce faire, elle emploie des moyens d'action variés : l'aide, la lutte, la pédagogie ainsi que les encouragements par le biais de prix et visa.

### L'aide
Celle-ci concerne tout animal en difficulté qu'il soit maltraité, abandonné ou errant. Elle prend souvent la forme d'un soutien financier en faveur de divers refuges mais aussi de la prise en charge des frais de vétérinaires,,,,,,.
En août 2018 la Fondation débloque 1,3 million d'euros à des refuges animaliers en difficulté.

### La lutte
L'association s'oppose à toute activité qui engendre de la souffrance chez l'animal. Dès lors on la retrouve impliquée, avec d'autres associations, dans l'abolition de la chasse comme de la corrida, stopper les trafics d'animaux, l'usage de la fourrure ainsi que l'expérimentation animale. Elle veille aussi aux conditions de vie - comme de mort - des animaux de ferme,,,,,,,,,.
Pour appuyer son action, elle a la possibilité juridique de déposer plainte contre toute personne ou organisme contrevenant aux lois mais aussi de se porter partie civile dans les procès. Parallèlement, elle incite à l'évolution du statut juridique de l'animal afin d'en faciliter la protection. De surcroît elle n'hésite pas à demander le soutien de l'opinion publique, via des pétitions, afin de renforcer l'impact de ses actions,,,,,,,,.
En 2013, la Fondation lance une pétition sur le statut juridique de l'animal qui recueille 800 000 signatures. Le 15 avril 2014, Jean Glavany et le groupe majoritaire socialiste à l’Assemblée nationale dépose un amendement permettant un débat public sur la question : « J’ai écouté la société civile, en particulier la Fondation 30 Millions d’Amis, qui nous mettait en demeure de corriger une anomalie du Code civil ».
La loi no 2015-177 du 16 février 2015, grâce à « l'amendement Glavany », réforme le statut juridique des animaux et leur reconnait le caractère d’« êtres vivants doués de sensibilité ». Cette disposition met fin au statut de « biens meubles » ou d’« immeubles par destination » des animaux qui prévalait depuis 1804 dans le Code civil. 
Son action ne se limite pas à la France. En effet on retrouve la Fondation sur tous les continents et tous les fronts : Massacre de chiens à l'Est, celui des éléphants en Afrique, ours martyrisés pour leur bile en Chine, protection des singes en Amérique du Sud sont autant d'exemples de son implication internationale,,,,,,.

### La pédagogie
Elle organise fréquemment des campagnes de sensibilisation sur différents thèmes comme la maltraitance et l'abandon. Parallèlement, elle favorise toute action permettant la présence d'animaux auprès de personnes fragilisées telles que les personnes aveugles, handicapées, les enfants en difficulté psychologique ou les personnes en institution,,,, ,,,,,,,,,.

### Récompenses
L'objectif est de saluer les initiatives mettant en valeur les animaux, en prenant leur défense et/ou en veillant à leur bien-être.
Deux prix existent à ce jour : l'un concerne le monde littéraire et le second celui des municipalités. L'association décerne aussi un visa aux productions cinématographiques qui respectent ses critères de bien-être animal quand ces derniers sont utilisés.

#### Prix littéraire
Depuis 1982, la fondation remet chaque année un prix littéraire à un roman ou un essai ayant mis à l'honneur les animaux. Le lauréat doit reverser le montant du prix à une association de son choix. Cette récompense est couramment surnommée « Goncourt des animaux ».

#### Ruban d'Honneur
Créé en 2008, ce prix a pour vocation de récompenser les municipalités dont l'engagement en faveur des animaux a été particulièrement remarquable.
Les lauréats sont : 
- 2008 : Troyes (Aube)
- 2009 : Yerres (Essonne)
- 2010 : Grenoble (Isère)
- 2011 : Avignon (Vaucluse)
- 2012 : Dinard (Ille-et-Vilaine)
- 2013 : Fontenay-sous-Bois (Val-de-Marne)
- 2014 : Montpellier (Hérault)
- 2017 : Toulon (Var)[61]

#### Visa 30 Millions d'Amis
Ce visa fit son apparition en 1995. Il atteste du bon traitement des animaux lors du tournage des films. Ainsi Le Renard et l'Enfant put bénéficier de ce dernier
,,.

### Game 4 Animals
Le week-end du 11 au 12 décembre 2021, la fondation 30 Millions d'Amis organise un événement caritatif avec des streamers, visant à lever des fonds pour soutenir la lutte contre la maltraitance animale. En 2022, la deuxième édition de Game 4 Animals permet de récolter plus de 100 000 euros en faveur des refuges partenaires de la fondation.

## Mascottes
L'émission a eu plusieurs mascottes successives qui ont toujours été des chiens appartenant à Jean-Pierre Hutin et à son épouse Reha Hutin. Ces mascottes, tous des Bergers Allemands, ont été, dans l'ordre, Mabrouk, Mabrouk Junior, et Mabrouka. Il est à noter que dans le générique de l'émission, mêlés à la musique, on pouvait entendre les sifflements avec lesquels ils communiquaient avec Mabrouk.